# آل كشنر
آل كُشنر (بالإنجليزيةKushner family ː) هم عائلة أمريكية تعمل في تطوير العقارات. نشأت العائلة من نوفوغرودك ببيلاروسيا، ومُقامها في منطقة نيويورك الحضرية. بعد النجاة من الهولوكُست والاستقرار في الولايات المتحدة، طوَّر يوسف كُشنر مجموعة من 4000 شقة. ترك أعماله لولَدَيه موراي وتشارلز، اللَّذَينِ عملا معًا قبل الخلاف حول أمور تجارية وشخصية. يمتلك تشارلز شركات كُشنر ويمتلك موراي مجموعة كُشنر العقارية. قدرت الثروة الصافية لعائلة تشارلز بأكثر من مليار دولار. وشغل جاريد كُشنر بن تشارلز منصب كبير مستشاري دونالد ترامب رئيس الولايات المتحدة الخامس والأربعين.

## تاريخ العائلة

### الجيل الأول
ولدت راي (راحيل) كُشنر في عام 1923، لأسرة يهودية في نوفوغرودك (التي كانت آنذاك جزءًا من الجمهورية البولندية الثانية). كان والدها فرّاءً لهُ متجران، وكانت الأسرة في رخاء. بسبب تصاعد معاداة السامية، حاولت الأسرة الحصول على تأشيرة سفر تسمح لهم بمغادرة بولندا، ولكن لم يتمكنوا من تأمين واحدة قبل بداية الحرب العالمية الثانية. بعد الاحتلال الألماني لبولندا السوفييتية في عام 1941، أُجبرت راي وعائلتها على دخول الغَيْت، وقُتلت والدتها وأختها. في عام 1943، خرجت راي ويهود آخرون، منهم والدها وأختها وشقيقها، من الغَيْت عبر الأنفاق. على الرغم من أن شقيقها لم ينجُ، إلا أن طوبيا بيلسكي أنقذ الآخرين. وقد عاشوا في الغابات بالقرب من نوفوغرودك مع أنصار بيلسكي حتى استردّ السوفييت نوفوغرودك في عام 1944.
التقت راي بيوسيل بركوفيتز، وهو نجار كان أيضًا من نوفوغرودك، في الغابة. تزوجا في بودابست، ثم رحلا إلى إيطاليا، حيث مكثا في مخيم للنازحين لمدة 3 سنوات ونصف. وبما أن آل كُشنر كان لهم فرع في الولايات المتحدة، فقد قُبِلوا في البلاد في عام 1949، واستقروا في مدينة نيويورك. أخذ يوسيل اسم عائلة راي وانتسب إلى حَمِيهِ. بدأ يوسيل، الذي يُعْرَف اليوم باسم يوسف، في بناء شقق في نيوجيرسي بالشراكة مع هاري ويوسف وِلْف. كانت ليوسف وراي ابنة اسمها لِندة، في مخيم النازحين، ثم بعد هجرتهما إلى الولايات المتحدة، أنجبا ولدين، موراي وتشارلز، وابنة أخرى، اسمها أستير. وقد توفيت راي في عام 2004.